# Antwerpse Havenpijl
De Antwerpse Havenpijl (tot en met 2008 Vlaamse Havenpijl) is een voormalige eendaagse wielerwedstrijd in de Belgische provincie Antwerpen. De wedstrijd werd voor het eerst verreden in 1990 en maakte deel uit van de UCI Europe Tour, in de categorie 1.2. Tot en met 1999 was het een amateurwedstrijd, waarvan het laatste jaar in de categorie 1.6. Sinds 2001 is de wedstrijd open (UCI-categorie 1.5, die in 2005 werd omgezet in categorie 1.2).
Driemaal werd de koers afgelast: in 2000 wegens stormweer, in 2005 wegens grootschalige wegenwerken en in 2020 vanwege de coronapandemie waarna de wedstrijd niet meer werd georganiseerd sinds 2021.

## Lijst van winnaars

### Meervoudige winnaars
| Overwinningen | Renner            | Land   | Jaren       |
| ------------- | ----------------- | ------ | ----------- |
| 2             | Jan Van Immerseel | België | 1995 + 1997 |
| 2             | Michel Vanhaecke  | België | 1991 + 2001 |
| 2             | Tibo Nevens       | België | 2018 + 2019 |

### Overwinningen per land
| Overwinningen | Land                              |
| ------------- | --------------------------------- |
| 17            | België                            |
| 4             | Litouwen                          |
| 2             | Denemarken, Nederland             |
| 1             | Australië, Frankrijk, Zwitserland |